# Landesregierung und Stadtsenat Körner II
Landesregierung und Stadtsenat Körner II war die Bezeichnung für die Wiener Landesregierung und den Wiener Stadtsenat unter Bürgermeister und Landeshauptmann Theodor Körner zwischen 1946 und 1949. Die Landesregierung Körner II amtierte von der Angelobung der Regierung am 14. Februar 1946, bis sie am 5. Dezember 1949 von der Landesregierung Körner III abgelöst wurde. Während der Regierungsperiode schied zunächst Paul Speiser (SPÖ) am 8. November 1947 aus dem Regierungsteam aus. Karl Honay folgte ihm am 11. November als Landeshauptmann-Stellvertreter, und am 20. November als Stadtrat für Personalangelegenheiten, Verwaltungs- und Betriebsreform nach. Das Finanzressort, das Honay innegehabt hatte, übernahm am  20. November Johann Resch. Nachdem Rudolf Sigmund am 3. Juni 1948 sein Amt zurückgelegt hatte, wurde am 18. Juni Franz Jonas zum neuen Stadtrat für Ernährungsangelegenheiten angelobt. Am 8. März 1949 schied zudem  Gottfried Albrecht (SPÖ) aus dem Amt, ihm folgte am 11. März Leopold Thaller als Wohnungsstadtrat nach. Kurze Zeit später legte auch Karl Flödl am 23. März seine Funktion als Stadtrat nieder und wurde am 25. März durch Richard Nathschläger ersetzt. Franz Novy verstarb am 14. November 1949 in seinem Amt, wurde jedoch nicht mehr nachbesetzt.

## Regierungsmitglieder
| Amt                                                                     | Name                 | Partei | Ressorts                                                                       |
| ----------------------------------------------------------------------- | -------------------- | ------ | ------------------------------------------------------------------------------ |
| Landeshauptmann Bürgermeister                                           | Theodor Körner       | SPÖ    |                                                                                |
| Landeshauptmann-Stellvertreter Vizebürgermeister Amtsführender Stadtrat | Karl Honay           | SPÖ    | Personalangelegenheiten, Verwaltungs- und Betriebsreform (Verwaltungsgruppe I) |
| Landeshauptmann-Stellvertreter Vizebürgermeister Amtsführender Stadtrat | Lois Weinberger      | ÖVP    | Gesundheitswesen (Verwaltungsgruppe V)                                         |
| Amtsführender Stadtrat                                                  | Johann Resch         | SPÖ    | Finanzwesen (Verwaltungsgruppe II)                                             |
| Amtsführender Stadtrat                                                  | Viktor Matejka       | KPÖ    | Kultur und Volksbildung (Verwaltungsgruppe III)                                |
| Amtsführender Stadtrat                                                  | Ferdinand Freund     | SPÖ    | Wohlfahrtswesen (Verwaltungsgruppe IV)                                         |
| Amtsführender Stadtrat                                                  | Franz Novy           | SPÖ    | Bauangelegenheiten (Verwaltungsgruppe VI)                                      |
| Amtsführender Stadtrat                                                  | Anton Rohrhofer      | ÖVP    | Baubehördliche und sonstige technische Angelegenheiten (Verwaltungsgruppe VII) |
| Amtsführender Stadtrat                                                  | Leopold Thaller      | SPÖ    | Wohnungs-, Siedlungs- und Kleingartenwesen (Verwaltungsgruppe VIII)            |
| Amtsführender Stadtrat                                                  | Richard Nathschläger | ÖVP    | Wirtschaftsangelegenheiten (Verwaltungsgruppe IX)                              |
| Amtsführender Stadtrat                                                  | Franz Jonas          | SPÖ    | Ernährungsangelegenheiten (Verwaltungsgruppe X)                                |
| Amtsführender Stadtrat                                                  | Josef Afritsch       | SPÖ    | Allgemeine Verwaltungsangelegenheiten (Verwaltungsgruppe XI)                   |
| Amtsführender Stadtrat                                                  | Erich Exel           | SPÖ    | Städtische Unternehmungen (Verwaltungsgruppe XII)                              |
| Vorzeitig ausgeschiedene Mitglieder der Landesregierung                 |                      |        |                                                                                |
| Landeshauptmann-Stellvertreter Vizebürgermeister Amtsführender Stadtrat | Paul Speiser         | SPÖ    | Personalangelegenheiten, Verwaltungs- und Betriebsreform (Verwaltungsgruppe I) |
| Amtsführender Stadtrat                                                  | Gottfried Albrecht   | SPÖ    | Wohnungs-, Siedlungs- und Kleingartenwesen (Verwaltungsgruppe VIII)            |
| Amtsführender Stadtrat                                                  | Karl Flödl           | ÖVP    | Wirtschaftsangelegenheiten (Verwaltungsgruppe IX)                              |
| Amtsführender Stadtrat                                                  | Rudolf Sigmund       | SPÖ    | Ernährungsangelegenheiten (Verwaltungsgruppe X)                                |